# Liste der Biografien/Chet
Liste der Biografien |
Portal Biografien |
Personensuche
# |
A |
B |
C |
D |
E |
F |
G |
H |
I |
J |
K |
L |
M |
N |
O |
P |
Q |
R |
S |
T |
U |
V |
W |
X |
Y |
Z |
?
 
Ca |
Cb |
Cc |
Ce |
Ch |
Ci |
Cj |
Ck |
Cl |
Cm |
Cn |
Co |
Cr |
Cs |
Ct |
Cu |
Cv |
Cw |
Cy |
Cz
 
Cha |
Chb |
Che |
Chh |
Chi |
Chk |
Chl |
Chm |
Chn |
Cho |
Chr |
Cht |
Chu |
Chv |
Chw |
Chy
 
Chea |
Cheb |
Chec |
Ched |
Chee |
Chef |
Cheg |
Cheh |
Chei |
Chej |
Chek |
Chel |
Chem |
Chen |
Cheo |
Chep |
Cher |
Ches |
Chet |
Cheu |
Chev |
Chew |
Chey |
Chez
Die Liste der Biografien führt alle Personen auf, die in der deutschsprachigen Wikipedia einen Artikel haben. Dieses ist eine Teilliste mit 35 Einträgen von Personen, deren Namen mit den Buchstaben „Chet“ beginnt.

## Chet
- Chet, Ilan (* 1939), israelischer Mikrobiologe

### Cheta
- Chetagurow, Georgi Iwanowitsch (1903–1975), sowjetischer Armeegeneral
- Chetagurow, Kosta Lewanowitsch (1859–1906), ossetischer Schriftsteller
- Chetagurowa, Walentina Semjonowna (1914–1992), sowjetische bzw. russische Komsomol-Aktivistin
- Chetali, Abdelmajid (* 1939), tunesischer Fußballspieler

### Chetc
- Chetcuti, Jeffrey (* 1974), maltesischer Fußballspieler
- Chetcuti, Kayleigh (* 2000), maltesische Fußballspielerin

### Chete
- Cheteti, Priestervorsteher

### Cheti
- Cheti, altägyptischer Beamter, Bürgermeister von Asyut

### Cheto
- Chetoui, Issa (* 1953), libyscher Marathonläufer

### Chetr
- Chetroiu, Cosmin (* 1987), rumänischer Rennrodler

### Chets
- Chetsada Muangkam (* 2004), thailändischer Fußballspieler
- Chetsadaporn Makkharom (* 2003), thailändischer Fußballspieler
- Chetschanowi, Iru (* 2000), georgische Sängerin

### Chett
- Chetta Kokkaew (* 1991), thailändischer Fußballspieler
- Chetthabutr, Kanyanat (* 1999), thailändische Fußballspielerin
- Chetthathirat († 1629), thailändischer Herrscher
- Chetti, Ilyes (* 1995), algerischer Fußballspieler
- Chettiar, Angidi (1928–2010), mauritischer Politiker
- Chettle, David (* 1951), australischer Langstreckenläufer
- Chettle, Henry, englischer Dichter und Dramatiker
- Chettle, Steve (* 1968), englischer Fußballspieler und -trainer
- Chetty, Natasha (* 2000), seychellische Sprinterin
- Chetty, Raj (* 1979), US-amerikanischer Wirtschaftswissenschaftler, Professor für Volkswirtschaftslehre
- Chetty, Trisha (* 1988), südafrikanische Cricketspielerin

### Chetw
- Chetwode, Philip, 1. Baron Chetwode (1869–1950), britischer General und Kavallerieoffizier während des Ersten Weltkriegs
- Chetwode, Philip, 2. Baron Chetwode (* 1937), britischer Peer
- Chetwood, William (1771–1857), US-amerikanischer Politiker
- Chetwynd, Joan (1898–1979), britische Autorennfahrerin
- Chetwynd, Lionel (* 1940), US-amerikanischer Drehbuchautor, Filmproduzent und Filmregisseur
- Chetwynd, Monster (* 1973), britische KünstlerinMonster Chetwynd (* 1973)

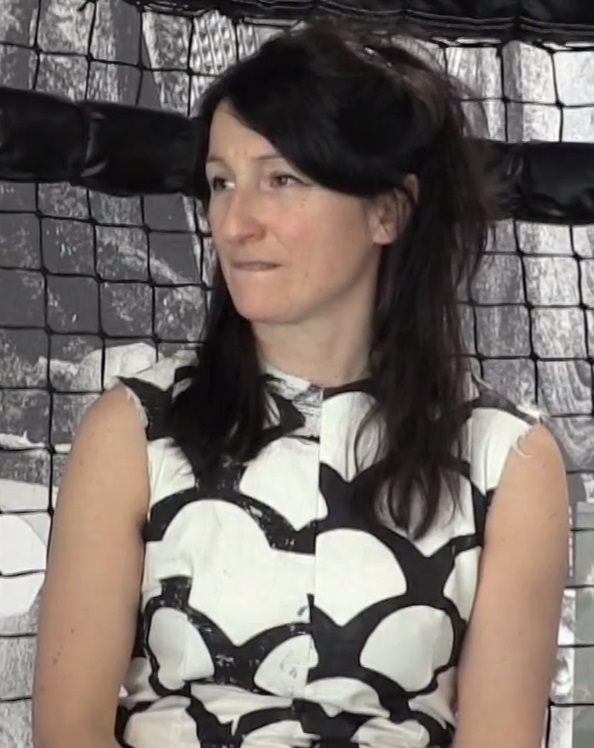
Monster Chetwynd (* 1973)

- Chetwynd-Hayes, Ronald (1919–2001), britischer Schriftsteller
- Chetwynd-Talbot, Charles, 22. Earl of Shrewsbury (* 1952), britischer Peer und Politiker (Conservative Party)

### Chety
- Chety, altägyptischer Beamter
- Chety, Schatzmeister unter Mentuhotep II